# 罗萨里敕令
罗萨里敕令是伦巴第国王罗萨里于643年11月22日编纂并颁布的第一部伦巴第法律书面汇编。根据8世纪伦巴第历史学家保罗执事的说法，伦巴第人的习惯法在此之前就已深入人心。《罗萨里敕令》用通俗拉丁语记录，主要包括伦巴第人的日耳曼习惯法，并做了一些修改以限制封建统治者的权力并加强国王的权威。